# Guillermo Ocampo
Guillermo Ocampo (Isidro Casanova, Buenos Aires, Argentina, 19 de mayo de 1994) es un futbolista argentino que juega de mediocampista. Actualmente integra el plantel del Almirante Brown, de la Primera B Metropolitana.

## Selección
Fue parte de la Selección Sub-23 de la Primera B Metropolitana dirigida por el Vasco Julio Olarticoechea.

## Clubes
| Club            | País      | Año           | PJ | Goles |
| --------------- | --------- | ------------- | -- | ----- |
| Almirante Brown | Argentina | 2014-presente | 56 | 2     |